# HMS Talavera
Le HMS Talavera était un navire de ligne de troisième rang de 74 canons  de la Royal Navy, lancé le 15 octobre 1818 à Woolwich Dockyard. Il a été nommé en l'honneur de la victoire britannico-espagnole du même nom .

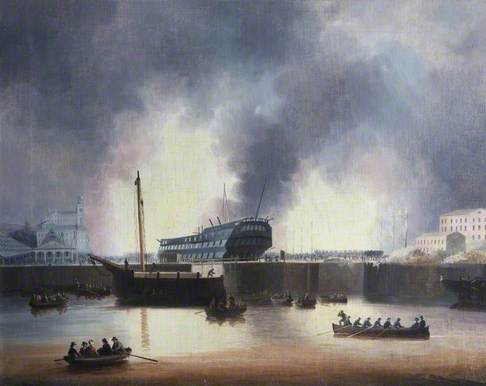
L'incendie du matin du 27 septembre, qui a détruit Talavera et menacé de détruire le chantier naval de Devonport

Il a été détruit en 1840  au chantier naval de Devonport dans un incendie à grande échelle le 25 septembre 1840, qui a commencé dans le quai nord. Le Talavera et l'Imogene ont été complètement détruits, le feu s'est propagé au HMS Minden mais a pu être éteint avec succès, ainsi que les bâtiments et équipements voisins. Les estimations des dommages ont été évaluées à 150 000 £, et auraient totalisé 500 000 £ si l'incendie n'avait pas été maîtrisé.